# Ath Truim

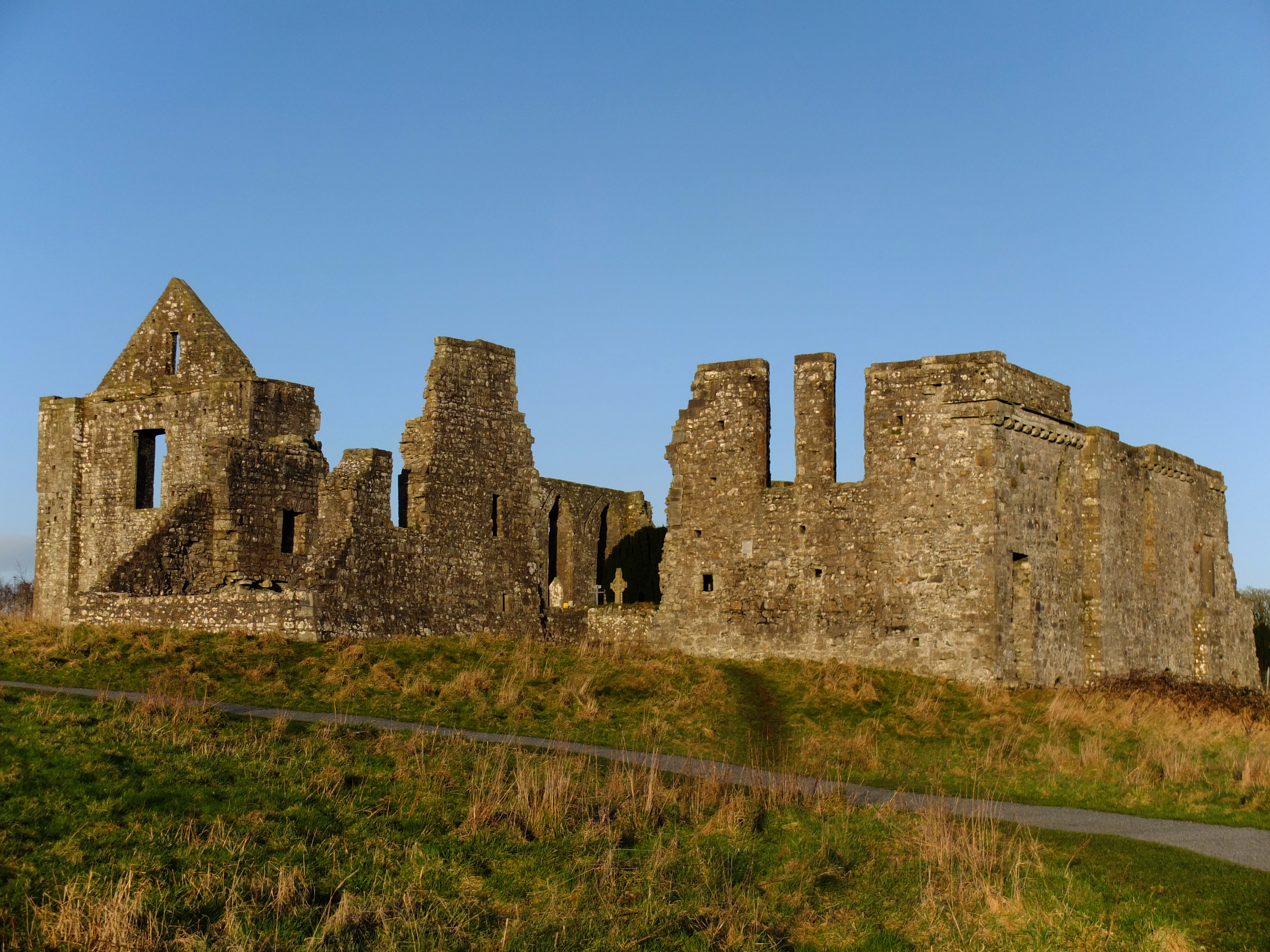
Dawna katedra diecezjalna w Trim

Ath Truim (łac. Dioecesis Atrimensis, ang. Diocese of Trim) – stolica historycznej diecezji w Irlandii, erygowanej w IV wieku, a zlikwidowanej w roku 1152. Współcześnie miejscowość Trim w prowincji Leinster. Obecnie katolickie biskupstwo tytularne.

## Biskupi tytularni
| Lp. | Biskup                      | Funkcja                                          | Od                | Do                |
| --- | --------------------------- | ------------------------------------------------ | ----------------- | ----------------- |
| 1   | Miguel Fenelon Câmara Filho | biskup pomocniczy Fortalezy (Brazylia)           | 9 stycznia 1970   | 24 listopada 1976 |
| 2   | Michael Mary O’Shea         | prefekt apostolski Ingwavumy (Południowa Afryka) | 19 listopada 1990 | 30 maja 2006      |
| 3   | Gregory O’Kelly             | biskup pomocniczy Adelaidy (Australia)           | 6 lipca 2006      | 15 kwietnia 2009  |
| 4   | John O’Hara                 | biskup pomocniczy Nowego Jorku (USA)             | 14 czerwca 2014   |                   |